# Ellenbergia
Ellenbergia é um género botânico pertencente à família Asteraceae.